# Якопо Пері
Якопо Пері (італ. Jacopo Peri, Дзадзеріно, італ. Zazzerino, що означає Патлатик; 20 серпня 1561, Рим — 12 серпня, 1633, Флоренція) — італійський композитор, органіст і тенор періоду переходу від Відродження до бароко; автор перших опер, учасник флорентійської камерати.
На початку своєї кар'єри створював мадригали та інструментальні твори. У 1594 році разом із поетом Оттавіо Рінуччіні вони створили п'єсу з музикою «Дафна», яка була не просто п'єсою з музичними вставками, які ставилися в Європі вже кілька століть до цього, а drama per musica (драма через музику), спектаклем, де співалося все від початку до кінця. Це була перша європейська опера. Поставлено «Дафну» була пізніше, а ноти її не збереглися. Ймовірно, вона не справила великого враження.
1600 року вони разом із композитором Джуліо Каччіні отримали замовлення створити п'єсу такого типу для весілля французького короля Генріха IV і Марії Медічі з роду флорентійських герцогів. Було вибрано сюжет про історію давньогрецького співця Орфея та його пошуки у підземному царстві Аїда померлої дружини Еврідіки. У жовтні 1600 року оперу «Еврідіка» була виконана вперше у палаццо Пітті. Наразі це перша опера в історії музики, яка повністю збереглася.

## Дискографія
- Нелла Анфузо(Nella Anfuso) — Jacopo Peri, CD Stilnovo 8804 — Madrigali (1609) Opera Omnia I
- Нелла Анфузо — Jacopo Peri, CD Stilnovo 8818 — Arie e Lamenti I
- Нелла Анфузо — Jacopo Peri, CD Stilnovo 8819 — Arie e Lamenti II
- Euridice — CD Maguelone 111105 (1993)
- Euridice — Banditelli, Fagotto, Cecchetti, Zambon, Foresti, Bertini, Benvenuti, Zanasi, Ensemble Arpeggio, dir. R. De Caro — CD Arts Music (1995)
- Euridice — Pozzer, Dordolo, La Compagnia dei Febi Armonici, Ensemble Albalonga, dir. A. E. Cetrangolo — CD Pavane (1997)